# 40 градусів під простирадлом
«40 градусів під простирадлом» («40 gradi all'ombra del lenzuolo») — італійська еротична комедія 1976 року, знята режисером Серджо Мартіно на кіностудії «Medusa».

## Сюжет
Фільм описує життя кількох різних героїв, що обертаються навколо загадкової та привабливої жінки. Кожен із героїв шукає свій шлях до успіху та щастя, долаючи безліч перешкод на своєму шляху. Назва фільму відсилає до італійського прислів'я, що описує спекотну погоду. Однак, цей фільм описує не лише спеку та сонце, а й секс, кохання, інтриги та драму.

## У ролях
- Томаш Мілян: Мареллі
- Едвіж Фенек: Емілія К'яппоні
- Ренцо Рінальді: чоловік Емілії
- Сальваторе Баккаро: вусатий чоловік
- Доріт Хенке: жертва Дракули
- Альберто Ліонелло: Філіппо
- Джованна Раллі: Есмеральда
- Нелло Паццафіні: власник автопрокату
- Марті Фельдман: Алекс
- Дейл Геддон: Маріна
- Міммо Крао: Франсуа, художник з Палермо
- Енріко Монтезано: Сальваторе
- Барбара Буше: Барбара, дружина Ігнаціо
- Франко Діогене: Ігнаціо
- Ф'ямметта Баралла: жінка в туалеті аеропорту
- Альдо Маччоне: бухгалтер Адріано Серпетті
- Анджело Пеллегріно: стурбований священик
- Сідні Ром: Марчелла Фосне

## Знімальна група
- Режисер: Серджо Мартіно
- Сценарій: Тоніно Гверра, Джорджо Сальвіоні
- Оператор: Джанкарло Феррандо
- Композитор: Мауріціо Де Анджеліс, Гвідо Де Анджеліс
- Художник: Елена Річчі Поччетто